# Воровской узел
Воровско́й у́зел (от англ. Thief Knot — «воровской узел», также Bag Knot — «мешочный узел», или Bread Bag Knot — «котомочный узел») — связывающий концы троса временный морской ненадёжный узел. Хотя внешне воровской узел похож на прямой, но, в отличие от прямого, воровской узел не состоит из пары полуузлов. Напоминает прямой узел, и более того, неотличим от него, в случае, если не видны ходовые концы троса. На этом единственном полезном свойстве, согласно легендам, и основано его применение. Якобы моряки, храня свои пожитки в холщовых мешках, часто завязывали их «воровским» узлом, спрятав при этом концы троса. В том случае, если вор залезал в котомку, был шанс, что он перевяжет мешок прямым узлом, не заметив подвоха. Таким образом, факт досмотра и кражи был бы очевиден для владельца при осмотре узла. Сам узел при этом — крайне ненадёжен, и при натяжении коренных концов троса часто развязывается самостоятельно.
Воровской узел может быть легко трансформирован во вполне надёжный фламандский узел, однако с ненагруженными петлями ближе к внешним сторонам узла.

## Способ завязывания

Морской способ завязывания «воровского» узла

Существует единственный способ завязывания воровского узла — морской:
В отличие от прямого и бабьего узлов, где концы верёвки остаются по одну сторону узла, воровской узел невозможно завязать двумя шлагами ходовых концов. Морской способ — сформировать петлю одним концом верёвки и вплести в неё другой конец в противоположном направлении.

## Литература

Изображение, похожее на «воровской» (или «прямой») узел, которое было использовано для логотипа саммита G20, проходившего в Гамбурге (Германия) в 2017 году

## Связывающие узлы

прямой
воровской
бабий
тёщин